# Ulisse Dini
Ulisse Dini (n. 14 noiembrie 1845, Pisa, Marele Ducat de Toscana – d. 28 octombrie 1918, Pisa, Toscana, Italia) a fost un matematician și om politic italian.
I-a avut ca profesori pe Charles Hermite și Joseph Bertrand.
În 1900 a participat la Congresul Matematicienilor de la Paris.
În orașul natal i-a fost ridicată o statuie.

## Contribuții

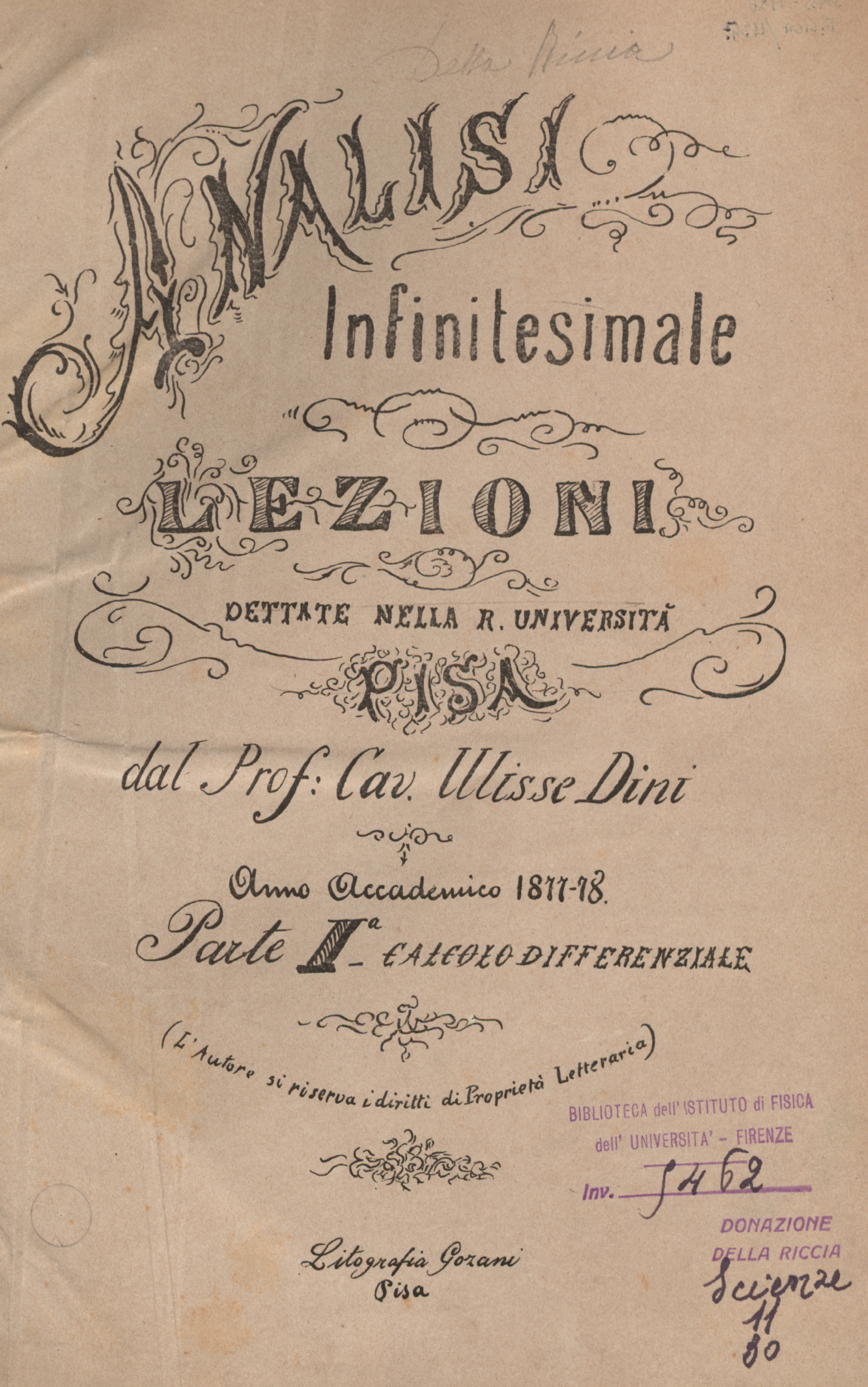
Lezioni di analisi infinitesimale, 1878

S-a ocupat de teoria funcțiilor de o variabilă reală, în care tratează funcțiile armonice, poliarmonice, convexe și convexe de ordin superior.
În 1867 s-a ocupat de criteriile de convergență a seriilor, introducând noțiunea de convergență simplă-uniformă.
A stabilit o teoremă (teorema funcțiilor implicite) pentru seriile întregi căreia i-a dat demonstrația.
De rețelele lui Dini s-a ocupat matematicianul român Gheorghe Gheorghiev în 1950, iar Ștefania Ruscior a tratat rețelele cu torsiuni geodezice egale.

## Scrieri
- 1873: Sulla serie di Fourier;
- 1878: Fondamentà per la teoria delle funzioni di variabili reali;
- 1907 - 1915: Lezioni di analisi infinitesimale (în două volume).